# Vercors (masyw górski)

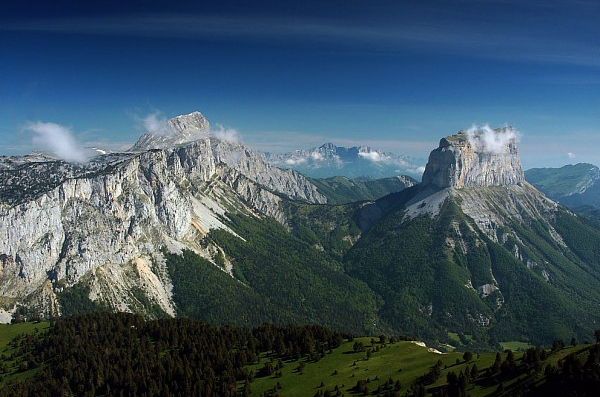
Grand Veymont i Mont Aiguille

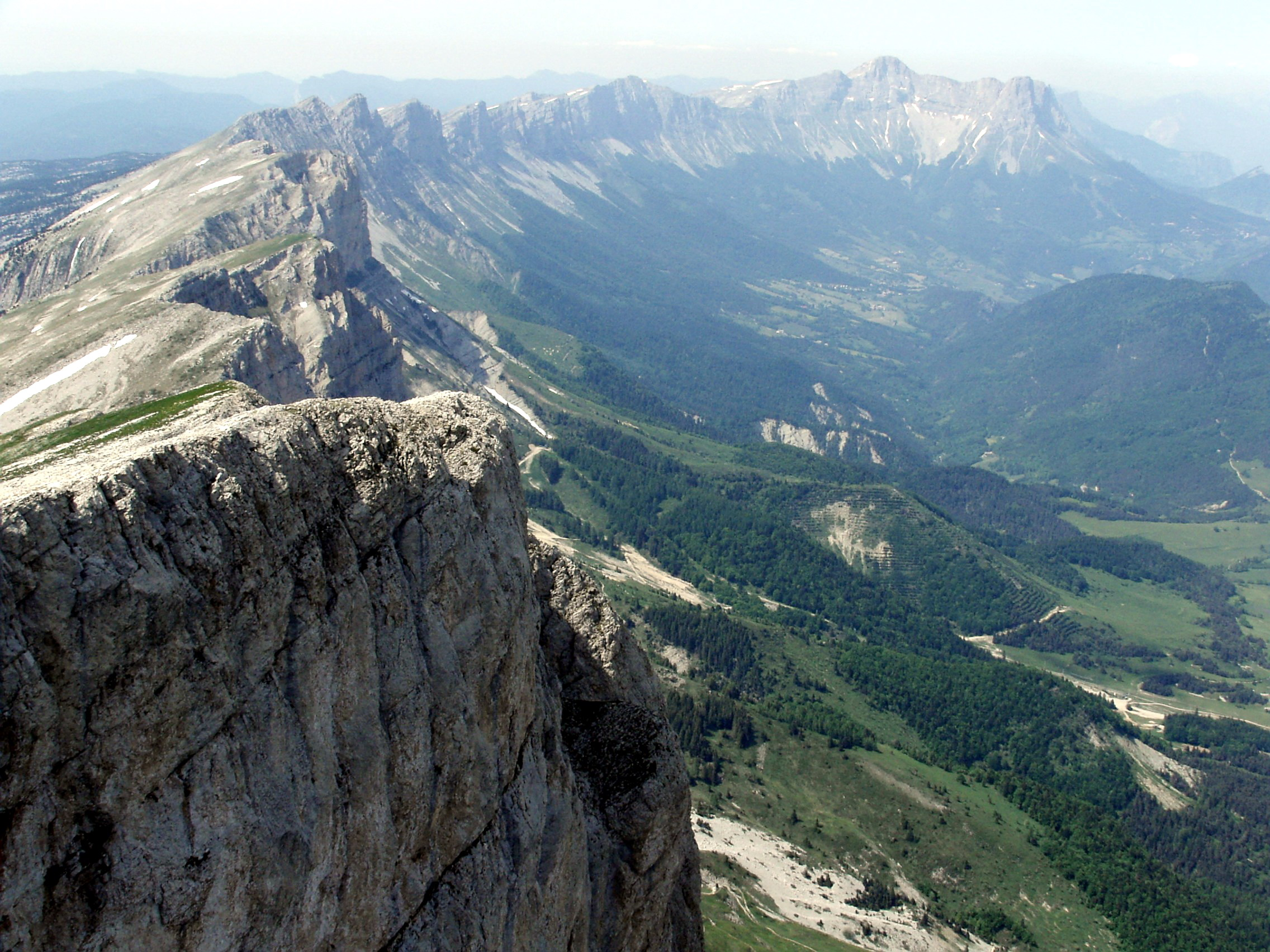
Widok z Grand Veymont

Vercors - wapienny masyw górski położony w zachodniej części Préalpes du Dauphiné w departamentach Isère i Drôme (Wschodnia Francja). Należy do Alp Zachodnich.
Najwyższe szczyty masywu:
- Grand Veymont (2341 m),
- Grande Moucherolle (2284 m),
- Grande Moucherolle (2156 m),
- Arêtes du Gerbier (2109 m),
- Sommet de Malaval (2097 m),
- Mont Aiguille (2086 m),
- Rochers de la Balme (2063 m),
- Roc Cornafion (2049 m),
- Pié Ferré (2041 m),
- Rochers de la Balme (2029 m).